# Корона Корвина
Корона Корвина или Венок Корвина (венг. Corvin-koszorú) — венгерская ежегодная премия, созданная в 1930 году во время правления Миклоша Хорти, регента Венгерского королевства, как одна из высших наград за выдающиеся достижения в художественной и интеллектуальной жизни Венгрии.
Число «живых» лауреатов «Короны Корвина» не могло превышать шестидесяти человек. Были также установлены дополнительные награды: главная цепь Корвина и значок Корвина, которые могли носить только 12 человек.
Премия существовала до конца регентства. Последний раз была присуждена в 1943 году .
В числе лауреатов «Короны Корвина» были:
- 1930 — Гизи Байор, актриса
- 1930 — Бела Барток, композитор
- 1930 — Глац, Оскар, художник
- 1930 — Ференц Гутира, биолог
- 1930 — Лайош Зилахи, писатель
- 1930 — Кальман Кандо, учёный-электротехник
- 1930 — Жигмонд Кишфалуди-Штробль, скульптор
- 1930 — Золтан Кодай, композитор
- 1930 — Михай фон Ленхосек, учёный-медик
- 1930 — Ференц Оршош, учёный-медик
- 1930 — Бела Сабадош, композитор
- 1930 — Сесиль Тормей, писательница
- 1930 — Дезо Чанки, историк
- 1930 — Липот Фейер, математик
- 1930 — Балинт Хоман, историк
- 1935 — Ференц Мольнар, писатель
- 1937 — Дьюла Немет, лингвист
- 1937 — Альберт Сент-Дьёрдьи, биохимик
- 1939 — Вильмош Аба-Новак, художник
- 1940 — Карой Кош, архитектор
- 1940 — Янош Шеффлер, богослов
- 1940 — Арон Тамаши, писатель
- 1942 — Эде Затурецкий, музыкант
- 1943 — Франц Легар, композитор
- 1943 — Имре Лукинич, историк

С конца 1990-х годов в парламенте Венгрии обсуждается вопрос о возрождении этой премии.